# Instinct (альбом)
Instinct — студийный альбом американского певца Игги Попа, вышедший в июле 1988 года.

## Об альбоме
После коммерческого, поп-ориентированного, радионаправленного Blah Blah Blah, лейбл A&M Records ждал ещё один подобный хит от Игги, однако вместо этого он записал тяжёлый, хард-роковый Instinct. Альбом примечателен участием гитариста Стива Джонса.
Диск поднялся до 110-й строчки в хит-параде Billboard.
Первый сингл с альбома «Cold Metal», достиг 37-го места в хит-параде Mainstream Rock и получил номинацию на «Грэмми» в категории «Лучшее хард-рок/метал исполнение» в 1989 году.
Видеоклипы были сняты для песен «Cold Metal» и «High on You».

## Список композиций
Слова и музыка всех песен — написаны Игги Попом, за исключением отмеченных.
| №  | Название      | Автор(ы)             | Длительность |
| -- | ------------- | -------------------- | ------------ |
| 1. | «Cold Metal»  |                      | 3:26         |
| 2. | «High on You» |                      | 4:48         |
| 3. | «Strong Girl» | Игги Поп, Стив Джонс | 5:03         |
| 4. | «Tom Tom»     |                      | 3:16         |
| 5. | «Easy Rider»  | Игги Поп, Стив Джонс | 4:53         |

| №  | Название          | Автор(ы)             | Длительность |
| -- | ----------------- | -------------------- | ------------ |
| 1. | «Power & Freedom» | Игги Поп, Стив Джонс | 3:52         |
| 2. | «Lowdown»         |                      | 4:29         |
| 3. | «Instinct»        |                      | 4:12         |
| 4. | «Tuff Baby»       |                      | 4:25         |
| 5. | «Squarehead»      | Игги Поп, Стив Джонс | 5:06         |

## Участники записи
Приведены по сведениям базы данных Discogs.
Музыканты:
- Игги Поп — вокал
- Стив Джонс — гитара
- Симус Биген — клавишные
- Ли Фокс — бас
- Пол Гаристо — ударные

| Технический персонал: - Билл Ласвелл — музыкальный продюсер - Роберт Муссо — звукорежиссёр многоканальной записи, инженер сведе́ния - Мартин Бизи — звукорежиссёр записи вокальных партий - Дон Роденбах — ассистент звукорежиссёра - Оз Фриц — ассистент звукорежиссёра - Шона Стоби — ассистент звукорежиссёра | Технический персонал: - Джейсон Корсаро — инженер сведе́ния - Хоуи Вайнберг — мастеринг-инженер - Джефф Бова — программирование CMI - Ники Скопелитис — программирование клавишных - Гэри Гримшоу — дизайн обложки - Дональд Кригер — графическое оформление обложки - Пол Макэлпайн — фотография для обложки |